# Ricardo Arona
Ricardo Arona, né le 17 juillet 1978, est un combattant de MMA brésilien.

## Parcours en JJB
Il a commencé le jiu-jitsu brésilien en 1992 à l'âge de 14 ans et est rapidement devenu un champion dans ce sport.
Il s'est fait connaître sur la scène internationale en l'an 2000, alors qu'il venait d'obtenir la ceinture marron de jiu-jitsu brésilien, lors des championnats de l'ADCC.
Il remporta alors le titre en moins de 98 kg contre Jeff Monson en finale, après avoir gagné contre Hiromitsu Kanehara au premier tour, Kareem Barkalev en quart et Tito Ortiz en demie, à chaque fois aux points, en faisant démonstration de sa force et de sa puissance. 
Il fit sensation lors de l'édition suivante, en 2001, en devenant le troisième homme à réaliser un doublé lors des mêmes championnats.
Il remporta le "88-98 kg" face à Ricardo Almeida en finale, après avoir vaincu Rouslan Machourenko, Renato Sobral Da Cunha et John Olav Einemo, encore tous aux points.
Et il gagna également le "toutes catégories" face à Jean Jacques Machado en finale (issu des moins de 76 kg et handicapé de naissance, ne possédant que des moignons de doigts à une main), après avoir finalisé Roger Neff au premier tour, et gagné aux points contre Saulo Ribeiro puis Vitor Belfort.
Pour asseoir définitivement son règne sur le monde du grappling, il remporta le super titre ADCC contre Mark Kerr en 2003.
Mais le BJJ et le grappling ne sont maintenant plus une fin en soit et les meilleurs partent vite vers le monde du free fight (ou la médiatisation et la rémunération sont bien plus importantes).

## Parcours en MMA
Ricardo Arona évolue dans les compétitions de free fight depuis le 20 avril 2000, lors d'une compétition du RINGS, où il a battu Andreï Kopylov par décision. Il est devenu par la suite champion de cette organisation après avoir gagné contre Gustavo Machado le 11 août 2001.
Puis il est parti vers la plus importante organisation de free fight mondiale, le Pride FC japonais. Il y a fait une très belle entrée en remportant ses 3 premiers combats contre des combattants expérimentés et dangereux : Guy Mezger, Dan Henderson et Murilo Rua. Une fois encore il a démontré une grande puissance et un grand contrôle au sol qui reste son domaine de prédilection.
Il a été vice-champion du Pride lors du Grand Prix en 2005. Il a été battu en finale par son compatriote Mauricio Rua mais avait remporté ses trois premiers combats contre Dean Lister, Sakuraba et son ennemi juré Wanderlei Silva.
À la date du 8 avril 2007 (PRIDE 34) Ricardo Arona totalise 18 combats pour treize victoires contre cinq défaites (dont trois parmi ses quatre derniers combats).

## Palmarès en arts martiaux mixtes
(octobre 2022).
Le contenu est difficilement compréhensible vu les erreurs de traduction, qui sont peut-être dues à l'utilisation d'un logiciel de traduction automatique.
| 14 victoires (2 T)KO's, 3 soumissions, 9 décisions), 5 défaites (3 (T)KO's, 2 décisions). |          |                          |                               |                                  |       |       |
| Date                                                                                      | Résultat | Adversaire               | Méthode                       | Nom de l'évènement               | Round | Temps |
| 9/12/2009                                                                                 | Win      | Marvin Eastman           | Decision (Unaminous)          | BCN 4 - Bitteti Combat 4         | 3     | 5:00  |
| 4/8/2007                                                                                  | Loss     | Rameau Thierry Sokoudjou | KO (Punches)                  | PRIDE 34                         | 1     | 1:59  |
| 9/10/2006                                                                                 | Win      | Alistair Overeem         | Submission (Strikes)          | PRIDE Final Conflict Absolute    | 1     | 4:28  |
| 12/31/2005                                                                                | Loss     | Wanderlei Silva          | Decision (Split)              | PRIDE Shockwave 2005             | 3     | 5:00  |
| 8/28/2005                                                                                 | Loss     | Mauricio Rua             | KO (Strikes)                  | PRIDE Final Conflict 2005        | 1     | 2:54  |
| 8/28/2005                                                                                 | Win      | Wanderlei Silva          | Decision (Unaminous)          | PRIDE Final Conflict 2005        | 2     | 5:00  |
| 6/26/2005                                                                                 | Win      | Kazushi Sakuraba         | TKO (Corner Stoppage)         | PRIDE Critical Countdown 2005    | 2     | 5:00  |
| 4/23/2005                                                                                 | Win      | Dean Lister              | Decision (Unanimous)          | PRIDE Total Elimination 2005     | 3     | 5:00  |
| 10/31/2004                                                                                | Win      | Sergey Ignatov           | Submission (Rear Naked Choke) | PRIDE 28                         | 1     | 9:05  |
| 6/20/2004                                                                                 | Loss     | Quinton Jackson          | KO (Slam)                     | PRIDE Critical Countdown 2004    | 1     | 7:32  |
| 11/24/2002                                                                                | Win      | Murilo Rua               | Decision                      | PRIDE 23                         | 3     | 5:00  |
| 4/28/2002                                                                                 | Win      | Dan Henderson            | Decision (Split)              | PRIDE 20                         | 3     | 5:00  |
| 9/24/2001                                                                                 | Win      | Guy Mezger               | Decision (Split)              | PRIDE 16                         | 3     | 5:00  |
| 8/11/2001                                                                                 | Win      | Gustavo Machado          | TKO (Punches)                 | Rings-10th Anniversary           | 1     | 1:29  |
| 8/11/2001                                                                                 | Win      | Jeremy Horn              | Decision (Majority)           | Rings-10th Anniversary           | 2     | 5:00  |
| 6/15/2001                                                                                 | Win      | Hiromitsu Kanehara       | Submission (Kneebar)          | Rings-World Title Series 2       | 2     | 0:53  |
| 12/22/2000                                                                                | Loss     | Fedor Emelianenko        | Decision (Unanimous)          | Rings-King of Kings 2000 Block B | 3     | 5:00  |
| 8/23/2000                                                                                 | Win      | Jeremy Horn              | Decision (Split)              | Rings-Millennium Combine 3       | 2     | 5:00  |
| 4/20/2000                                                                                 | Win      | Andrei Kopylov           | Decision (Unanimous)          | Rings-Millennium Combine 1       | 2     | 5:00  |